# Soloneț (okręg Jassy)
Soloneț – wieś w Rumunii, w okręgu Jassy, w gminie Bivolari. W 2011 roku liczyła 521 mieszkańców.